# فولبورن (كامبريدجشير)
فولبورن (بالإنجليزية: Fulbourn)‏ هي بلدة وأبرشية مدنية تقع في المملكة المتحدة في إنجلترا. يقدر عدد سكانها بـ 4,673 نسمة .